# Polarka
Polarka war ein Losungswort im Kalten Krieg. Mit ihm wäre bei den Truppen des Warschauer Paktes eine Besetzung des östlichen Österreich ausgelöst worden; diese hätte eine Zangenbewegung gegen Titos Jugoslawien im Falle eines europäischen Großkrieges möglich gemacht.
Die Details von Polarka enthüllte der übergelaufene tschechoslowakische Generalmajor Jan Šejna dem österreichischen Nachrichtenmagazin profil im Dezember 1973; später kam es auch zu einer Titelgeschichte (6/1974). Der ORF sendete im Februar 1974 eine TV-Fassung der Enthüllungen und löste damit eine Sondersitzung des österreichischen  Nationalrates aus. Hier forderte die ÖVP den Rücktritt von Verteidigungsminister Karl Lütgendorf, die Regierungspartei SPÖ wiederum den Rücktritt des „Fernsehgewaltigen“ Gerd Bacher, der die Ausstrahlung des Sejna-Interviews zugelassen hatte. 
Auch das internationale Presseecho auf die Polarka-Veröffentlichung war groß, vor allem in Jugoslawien und in den USA. Die US-amerikanischen Medien warfen der Spitze der CIA vor, gegen eine Kalmierungsphase in der US-Außenpolitik unter US-Außenminister Henry Kissinger zu opponieren und auf eigene Faust das Verhältnis zwischen Moskau und Washington zu belasten. Die US-Medien stützten sich dabei auf Andeutungen des österreichischen Bundeskanzlers Bruno Kreisky, der den Autor der Story im profil und TV-Interviewer Werner Stanzl als Confident der CIA bezeichnete. Unbestritten blieb, dass das Interview nicht ohne Zutun der CIA zustande kommen konnte, da Jan Sejna als ranghöchster Überläufer in der Geschichte des Sowjetblocks in CIA-Gewahrsam in Washington lebte, de facto unter Hausarrest, wie Stanzl berichtete.